# (2953) Vysheslavia
(2953) Vysheslavia est un astéroïde de la ceinture principale.

## Description
(2953) Vysheslavia est un astéroïde de la ceinture principale. Il fut découvert le 24 septembre 1979 à Naoutchnyï par Nikolaï Tchernykh. Il présente une orbite caractérisée par un demi-grand axe de 2,83 UA, une excentricité de 0,02 et une inclinaison de 1,1° par rapport à l'écliptique.

## Compléments